# Presa Requena
La presa Requena es una represa localizada entre los municipios de Tepeji del Río de Ocampo y Tula de Allende en el estado de Hidalgo, México.

## Geografía
Se sitúa aproximadamente a 60 km al noroeste de la Ciudad de México, y a 6 km aguas debajo de la población de Tepeji del Río, en el denominado Valle del Mezquital. Colinda con tres municipios de Hidalgo, al noreste con Atotonilco de Tula, al sur con Tepeji del Río de Ocampo y al noroeste con Tula de Allende. Sus coordenadas geográficas son 19° 51’ 49” de latitud Norte y 99° 18’ 44” de longitud oeste, a una altitud aproximada de 2110 m s. n. m. En cuanto a fisiografía se encuentra dentro de las provincia del Eje Neovolcánico; dentro de la subprovincia de Lagos y Volcanes de Anáhuac. Se localiza en los llanos de Tula, el relieve consiste en llanuras semiáridas.
En lo que respecta a la hidrología se encuentra posicionado en la región hidrológica del Pánuco; en las cuenca del río Moctezuma; dentro de las subcuenca del río El Salto. La presa capta por el sur la aguas del río Tepeji, que trae los escurrimientos de la presa Taxhimay. Saliendo de la presa, esta corriente recibe, las aportaciones provenientes del río El Salto, y partir de este punto nombre de río Tula.
Aquí se pueden ver aves migratorias como garzas blanca y gris, pelícanos y patos, además de ser una fuente de trabajo para pescadores. sta presa ha sido objeto de trabajos de limpieza en los 10 km de litoral, cubiertos de lirio acuático, además de toneladas de basura, como llantas, animales muertos y botellas de plástico.

## Historia
Esta presa fue construida en el periodo de 1919 a 1922. El primer informe de un estudio biológico que se tiene de la actividad pesquera del embalse data de 1978. El Canal de El Salto, vertía las aguas residuales de la Ciudad de México, este canal fue suspendido en 1985. La tilapia fue introducida en los años 1990.
Por las inundaciones del 6 y 7 de septiembre de 2020, la Comisión Nacional del Agua desfogó la presa; varios de los peces terminaron en las aguas negras del río Tula. El 19 de abril de 2021, para compensar la falta de agua en los distritos en los municipios Tula y Alfajayuca, la Conagua usó agua de la Presa Requena, lo cual volvió a afectar la disponibilidad de peces. Debido a las fuertes lluvias que provocaran las inundaciones del río Tula de 2021, las compuertas de la represa  se abrieron o cerraron de manera preventiva, en distintas ocasiones. La Asociación 20 Arcos de la Presa Requena reportó que variaciones en los volúmenes de agua que afectó la crianza de peces.
En julio de 2023 por el exceso de calor y la escasez de lluvia, la represa presentó los niveles de agua más bajos en su historia; Para el 27 de junio, presentaba un nivel de 0.5 % de su capacidad total. Reportándose la muerte de cuatro mil toneladas de diversas especies de peces. Las lluvias de junio y julio de 2024, lograron que el nivel del agua del embalse, subiera de casi estar en 2.5 % de su capacidad a tener un llenado de su 89 %.

## Características
La altura de la cortina es de 37.40 m, con una longitud de corona 230 m y un ancho de la misma de 8.0 m. La superficie del embalse de 759.7 km², con una longitud máxima de 7 ha y un ancho máximo de 3 km con una profundidad media de 6 m, y tiene una capacidad de almacenamiento de 52.5 hm³. Con un nivel de aguas máximas ordinarias (NAMO) de 40.98 hm³, y nivel de aguas máximas extraordinarias (NAME) de 61.52 hm³. Y un bordo libre de 1500 m.

## Actividades recreativas
La presa cuenta con una Sociedad de Solidaridad Social “Producción Pesquera Pescadores Unidos de la Presa Requena 20 Arcos”, la cual agrupa a 40 socios, los cuales se dedican principalmente a la extracción de carpa, tilapia y charal. El embalse también es sede de torneos de pesca deportiva y motonáutica.